# Měřín
Měřín település Csehországban, a Žďár nad Sázavou-i járásban. Měřín Otín, Meziříčko, Kamenice, Stránecká Zhoř, Blízkov, Černá és Chlumek településekkel határos. Lakosainak száma 2010 fő (2024. január 1.).

## Népesség
A település lakosságának változását az alábbi diagram mutatja:
| Lakosok száma | 1669 | 1712 | 1578 | 1501 | 1768 | 1909 | 1974 | 1994 | 1983 | 2010 |
|               | 1869 | 1890 | 1921 | 1950 | 1980 | 2001 | 2017 | 2019 | 2022 | 2024 |